# Psephellus adjaricus
Psephellus adjaricus là một loài thực vật có hoa trong họ Cúc. Loài này được (Albov) Grossh. miêu tả khoa học đầu tiên năm 1949.